# Eden Hazard
Eden Hazard   (La Louvière, 7 de gener de 1991) és un exfutbolista professional belga. La seva posició natural era la d'extrem dret.

## Carrera futbolística

### Inicis
Envoltat d'un ambient futbolístic familiar molt important, els seus pares han estat futbolistes igual que ho són dos dels seus tres germans, el jove Hazard començà jugant a l'edat de set anys a l'equip local Royal Stade Brainois d'on feu el salt, cinc anys més tard, al Tubize. El 2005 fou fitxat pel Lille OSC per a formar part de les seues categories inferiors, on hi estigué dues temporades abans de debutar amb el primer equip.

### Lille OSC
Amb només 16 anys va debutar amb el primer equip del Lille OSC a la Ligue 1. Fou exactament el 24 de novembre del 2007 davant l'AS Nancy, durant la temporada 2007/2008 disputà tot just 4 partits, tots ells sortint des de la banqueta. Des de llavors la seua participació en el primer equip francès és constant. El punt àlgid arriba, sens dubte, amb la consecució del títol de la Ligue 1 la temporada 2010/2011 i de la Copa de França.

### Chelsea FC
El 28 de maig del 2012 es va fer oficial el seu fitxatge pel Chelsea FC, ho anuncià el mateix jugador al seu compte de Twitter.

### Selecció belga
L'11 de novembre del 2008, amb 17 anys va debutar amb la selecció belga. Fou en un partit amistós contra Luxemburg, entrà al camp al minut 67 substituint a Wesley Sonck.

### Reial Madrid
El 7 de juny del 2019 es va confirmar el seu fitxatge pel Reial Madrid CF amb un contracte per cinc temporades. Va ser presentat davant de 50.000 espectadors el 13 de juny a l'estadi Santiago Bernabéu.
El 10 d'octubre del 2023 va anunciar de forma oficial la fi de la seva carrera com a futbolista professional.

## Palmarès
Amb el Lille OSC
- 1 Ligue 1: 2010-11
- 1 Copa de França: 2010-11

Amb el Chelsea FC
- 2 Lliga Europa de la UEFA: 2012-13, 2018-19
- 2 FA Premier League: 2014-15, 2016-17
- 1 Copa anglesa: 2017-18
- 1 Copa de la lliga anglesa: 2014-15

Amb el Reial Madrid CF
- 1 Campionat del Món de clubs: 2022
- 1 Lliga de Campions de la UEFA: 2021–22
- 1 Supercopa d'Europa: 2022
- 2 Lligues espanyoles: 2019-20, 2021-22
- 1 Copa del Rei: 2022-23[7]
- 2 Supercopes d'Espanya: 2019-20, 2021-22